# Гарленд, Беверли
Беверли Гарленд (англ. Beverly Garland, 17 октября 1926 — 5 декабря 2008) — американская актриса и предприниматель, которая за свою карьеру сыграла более двух сотен ролей. Гарленд также хорошо известна благодаря своему отелю «Beverly Garland’s Holiday Inn», который она построила в Северном Голливуде в 1972 году.

## Биография
Родилась в Санта-Круз, штат Калифорния, в семье певца Джеймса Аткинса Фессендена и бизнесвумен Амелии Роуз. Выросла и закончила среднюю школу в Глендейле, а после переезда в Финикс училась там в Университете штата Аризона.
Дебютировала на большом экране в кинофильме 1950 года «Мёртв по прибытии». В ходе 1950-х годов она добилась успеха благодаря игре жёстких и бесстрашных женщин в фильмах категории «Б». Она сыграла ведущие роли в трёх фильмах 1956 года: «Болотные женщины», «Стрелок» и «Оно захватило мир». Два последующих года играла центральную роль в новаторском синдицированном сериале «Приманка», который вошёл в телевизионную историю как первая полицейская драма с женщиной в главной роли. За роль пациента с лейкемией в сериале «Медик» Гарленд в 1955 году номинировалась на премию «Эмми».
В 1960-х годах Гарленд была наиболее активна на телевидении, где появилась в нескольких десятках разнообразных шоу, включая «Дымок из ствола» и «Беглец». В 1964—1965 годах она снималась с Бингом Кросби в ситкоме ABC «Шоу Бинга Кросби», который был закрыт после одного сезона. С 1969 по 1972 год она снималась в ситкоме CBS «Три моих сына», играя вторую жену Фреда Макмюррей. После его завершения Гарленд провела следующие десять лет, играя гостевые роли в «Шоу Мэри Тайлер Мур», «Доктор Маркус Уэлби», «Ангелы Чарли», «Супруги Харт», «Фламинго-роуд», «Частный детектив Магнум» и «Отель». С 1983 по 1987 год она играла мать героини Кейт Джексон в сериале CBS «Пугало и миссис Кинг». Кроме этого, она играла матерей в сериалах «Мэри Хартман, Мэри Хартман», «Ремингтон Стил», «Лоис и Кларк: Новые приключения Супермена» и «Седьмое небо». В 1983 году она была удостоена именной звезды на голливудской «Аллее славы».
Гарленд была замужем трижды и имеет четверых детей от последнего брака. В 1972 году она вместе с мужем построила отель «Beverly Garland’s Holiday Inn» и до самой смерти оставалась активным членом его правления. Отелем позже начал управлять её сын. Они также построили отель в Сакраменто, но в середине 1980-х годов продали его.
В 1996 году интервью актрисы вошло в цикл передач «100 лет ужаса». Рассказывая о работе с Винсентом Прайсом в фильме «Дважды рассказанная история», актриса не без юмора рассказала, как Винсент Прайс, сам по образованию искусствовед и страстный коллекционер, правдами и неправдами приобретал приглянувшиеся предметы из кинореквизита.
Гарленд умерла в своём доме 1959 года постройки в районе Голливудских холмов. Поминальная служба проходила в её отеле, где присутствовали несколько сотен персон. Дом Гарленд был продан в мае 2010 года за 1,865 млн долларов.

## Избранная фильмография
| Год  |   | Русское название            | Оригинальное название    | Роль                             |
| ---- | - | --------------------------- | ------------------------ | -------------------------------- |
| 1949 | ф | Мёртв по прибытии           | D.O.A.                   | мисс Фостер                      |
| 1953 | ф | Стеклянная паутина          | The Glass Web            | Сэлли (в титрах не указана)      |
| 1954 | ф | Горький ручей               | Bitter Creek             | Гейл Боннер                      |
| 1954 | ф | Отчаянный                   | The Desperado            | Лори Баннерман                   |
| 1954 | ф | История в Майами            | The Miami Story          | Холли Эбботт                     |
| 1955 | ф | Часы отчаяния               | The Desperate Hours      | мисс Свифт (в титрах не указана) |
| 1955 | ф | Внезапная опасность         | Sudden Danger            | Филлис Бакстер                   |
| 1955 | ф | Новый Орлеан без цензуры    | New Orleans Uncensored   | Мери Рейлли                      |
| 1956 | ф | Добытчик                    | The Go-Getter            | Пегги, секретарь Мейберри        |
| 1956 | ф | Оно захватило мир           | It Conquered the World   | Клэр Андерсон                    |
| 1956 | ф | Стрелок                     | Gunslinger               | маршал Роуз Худ                  |
| 1956 | ф | Болотные женщины            | Swamp Women              | Вера                             |
| 1957 | ф | Джокер                      | The Joker Is Wild        | Кэсси Мэк                        |
| 1957 | ф | Не с этой планеты           | Not of This Earth        | Надин Стори                      |
| 1957 | ф | Секреты Чикаго              | Chicago Confidential     | Лора Бартон                      |
| 1958 | ф | Сага о Хемпе Брауне         | The Saga of Hemp Brown   | Мона Лэнгли                      |
| 1959 | ф | Люди-аллигаторы             | The Alligator People     | Джойс Уэбстер / Джейн Марвин     |
| 1963 | ф | Три страшных рассказа       | Twice-Told Tales         | Эллис Пинчон                     |
| 1968 | ф | Сладкий яд                  | Pretty Poison            | миссис Степанек                  |
| 1974 | ф | Цветок красного папоротника | Where the Red Fern Grows | мать                             |
| 1977 | ф | Шестой и главный            | Sixth and Main           | Моника                           |